# Qarabağlar
Qarabağlar ist ein Dorf im Rayon Kəngərli in Aserbaidschan. Es ist mit mehr als 5000 Einwohnern etwa so groß wie der 7 km südwestlich gelegene Rayonverwaltungssitz Qıvraq.
Der Ort war früher eine bedeutende Stadt zwischen Jerewan und Nachitschewan mit über zehntausend Gebäuden, 70 Moscheen, 40 Minaretten und anderen öffentlichen Bauten. Einzig davon erhalten sind die Ruinen des Kultischen Zentrums mit dem Mausoleum der Dschahan Kudi Chatun.